# 小行星39809
小行星39809（39809 Fukuchan）是一颗绕太阳运转的小行星，为主小行星带小行星。该小行星于1997年11月30日发现。
該小行星以日本的兒童漫畫作品《得意仔》命名。

## 轨道参数
小行星39809的轨道半长轴为2.2291557 UA，离心率为0.219。